# ビンス・マクマホン
- ビンス・マクマホン
- ヴィンス・マクマホン

ビンス・マクマホン（Vince McMahon、1945年8月24日 - ）は、アメリカ合衆国の実業家。プロレス団体WWEの代表取締役会長兼最高経営責任者を務めていた。本名：ビンセント・ケネディ・マクマホン（Vincent Kennedy McMahon）。
WWEを世界最大のプロレス団体に成長させただけでなく、米国のプロレス市場自体を大きく拡大したと言われる。WWE在職時は、「悪のオーナー」役でタレントとしても番組にしばしば出演、レスラーとして試合も行っていた。
かつては名前の後に「Jr.」が付いたビンス・マクマホン・ジュニアだった（名前の変更については後述）。

## 来歴

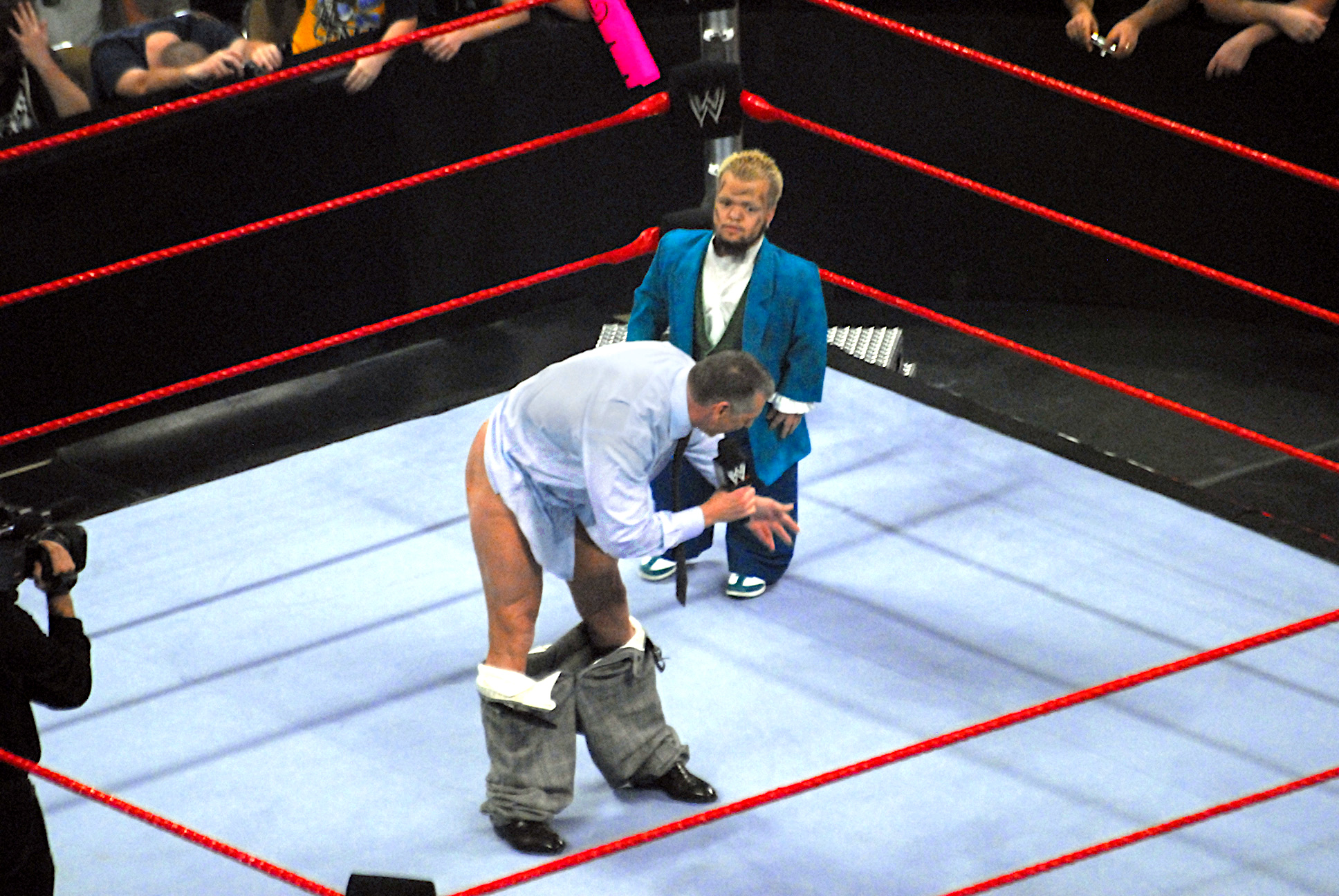
「キス・マイ・アス」はビンスの決め台詞の一つである。

父親はニューヨーク地区のプロモーターだったビンセント・ジェームズ・マクマホン（ビンス・マクマホン・シニア）であるが、両親が早くに離婚したため少年時代は母ヴィッキー・アスキューの下で過ごす。初めて父の名前と顔を知ったのは12歳の時だったという。
1968年にイースト・カロライナ大学経営学部を卒業後、プロレス団体WWWF（後のWWF、現WWE）の親会社の社長だった父ビンス・シニアにレスリング・ビジネスを学び、リングアナウンサーやインタビュアー、あるいは実況担当者としてテレビ画面に登場し始める。
1982年6月、父からWWFの親会社キャピタル・レスリング・コーポレーションの株式を分割契約で買い取って社長となり、新たに興行会社タイタン・スポーツを設立。譲渡ではなく買い取りという形を取ったのは前述のような経緯から父親との仲があまり良くなかったからだといわれる。
1984年からはハルク・ホーガンとの二人三脚でWWFの全米進出を開始（詳しくはWWEの項を参照）、WWFを世界最大のプロレス団体に育て上げる。
長年試合の実況を務めて社長としての顔を隠していたが、1998年以降、前年のモントリオール事件での悪評を利用してストーンコールドと抗争、これを機にWWEのオーナー（チェアマン）としてリングに立ってマイクパフォーマンスを見せるようになり、遂には自らが選手としてリングに上がるようになる（もともとはレスラー志望だったが、父親に反対され実現しなかった経緯がある）。このオースチンとの抗争がWWEの発展を決定付けたといっても過言ではない。
以降も自らの派閥コーポレーションをヒールのユニットとして組織するなど団体のトップヒールとなって活躍。これは当時Monday Night Warsの最中で、絶対にWCWに引き抜かれない存在が自分自身だけだったという状況から生まれた苦肉の策でもあった。1999年にはトリプルHを破りWWF王座まで獲得した。
2001年、ライバル団体であったWCWとECWを買収して自身の長年の夢でもあった全米マット界の制圧を成し遂げる。また同年のWrestleMania X-Sevenでは実の息子であるシェインと対戦した。アメリカンフットボールリーグXFLを創立したが失敗に終わり、1年で終了した。
2003年からはかつての盟友ハルク・ホーガンとの現実と虚構の境目を越えた抗争を展開、WrestleMania XIXで行われた2人の対戦は非常に大きな注目を集めた。
一時期、番組に出演しなくなっていたが、2006年に息子のシェイン・マクマホンと組み、ヒール親子として活動を再開。すでに60歳を越えているにもかかわらず、20代から続けているというボディビルで鍛えられた肉体は全く衰えておらず、素人とは思えない過酷な流血戦を戦った。
2007年には、WrestleMania 23において、ビンスと同じく「You're fired!」を決め台詞にする実業家ドナルド・トランプ（後の第45代アメリカ合衆国大統領）とお互いの髪の毛を賭けた「バトル・オブ・ザ・ビリオネアーズ」を実施。ビンスの代理レスラー、ウマガが負けたため、その場で髪を刈られた。刈られた髪はインターネットオークションに出され、日本円にして約10万円で落札された。

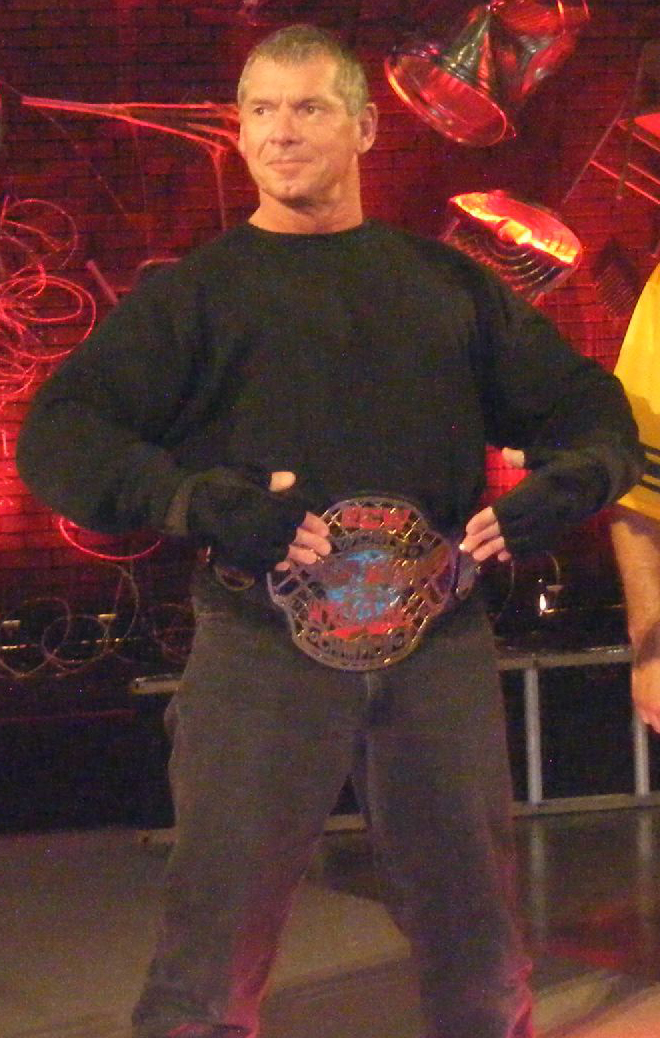
ECW世界王座ベルトを見せびらかすマクマホン

4月には、息子シェインとウマガの手助けによってECW世界王座を獲得している。
その後、自分が何者かにリムジンを爆破され死亡するというアングルを行い、犯人探しのストーリーが始まるはずであったが、クリス・ベノワの死により中止となった。その後しばらく姿を現さなかったが、8月、ビンスに隠し子がいるという新たなストーリーが始まり、番組に復帰している。
2009年9月に妻リンダ・マクマホンがCEO（最高経営責任者）の職を辞任したため（⇒詳細はリンダ・マクマホンに記載）、会長職とともにCEO職も兼務することになった。
2010年には、WrestleMania XXVIにおいて、ノー・ホールズ・バード・マッチをモントリオール事件の因縁の相手である、ブレット・ハートと事件の清算の意味合いを兼ねて行ったが、ハート一族が総出で登場し、ビンスは一方的にタコ殴りにされるハメになった。その後ネクサスの集団暴行によりしばし姿を消す。
2011年、CMパンクとの契約問題による抗争が始まり、CEOの強権によってパンクの行動を封じ込めようとするも全て失敗に終わった。その後、パンクとのWWE王座戦に敗戦したジョン・シナを強権によって解雇しようとするも、役員会にて不信任案が可決されトリプルHからCEO解任を告げられた。
2012年、悪の権力者として活躍していたジョン・ロウリネイティス副社長（と同時にRAWのGM）の前に現れるも、ビッグ・ショーに殴り倒された。その後ジョン・シナとビッグ・ショーの試合ではシナ側に立ち、ビッグ・ショーの敗戦とともにロウリネイティスにクビを言い渡す。
2013年、トリプルHと権力者同士で団体の経営方針などを巡り抗争をしていたが、8月サマースラムでのHHHの采配を支持するような素振りをSS翌日のRAWで見せたがその後表舞台から姿を消す。
2014年11月3日のRAWに登場、サバイバー・シリーズ2014のチーム・シナ対チーム・オーソリティーの決戦に敗北したチームに背負わせるリスクを発表、シナ達が負けた場合はチーム・シナのメンバーは全員解雇、チーム・オーソリティーが負けたらHHHとステファニーが権力を失うという条件を付けた。
2017年9月12日のSmackDown Liveでは、同番組のコミッショナーである息子シェインと不和状態にあったケビン・オーエンズの前に事態の調停役として久しぶりにリングに立つも、オーエンズのヘッドバットを受けて流血、ダウンしたところにトップロープからのボディプレスを受け、娘ステファニーの手を借りながら退場した。
2020年、アメリカンフットボールリーグXFLを再開したが、同年3月13日、新型コロナウイルスの流行により、レギュラーシーズンの半分の5週を経過したところでレギュラーシーズンを打ち切った。2021年シーズンの復活を目指していたが、4月に負債の適切な返済のために連邦倒産法第11章の適用を申請し、再び1年でリーグが終了した。その後XFLは、8月に元WWEスーパースターのドウェイン・ジョンソン（ザ・ロック）とレッドバード・キャピタルが1500万ドルで買収。2023年にリーグは再復活した。
2022年6月、不倫関係にあった元従業員に300万ドル（日本円換算で約3億9000万円）の口止め料を支払ったとされる問題をWWE取締役会が調査していると報道。これを受け、ビンス氏は調査が終了するまで会長とCEOの座から離れる事態となり、休職していた娘のステファニーが同職を引き継いだ。そして渦中の中、6月17日のスマックダウンにスーツ姿で登場し、短いあいさつを行ったが、不倫問題と役職解任には触れなかった。
その後、7月23日（日本時間）、会長兼CEOとしての引退を発表。WWEの現場からは離れることとなった。ただし、筆頭株主としてWWEには関わり続ける。
しかし、引退から数ヶ月後の12月になると自身の取締役会復帰を要求。筆頭株主ということもあり、要求が認められ、翌2023年1月6日に取締役に復職した。取締役復帰の報道がアメリカでなされると、WWEの株価が10％以上上昇し、10日にはWWE会長職に再就任。わずか半年足らずで復職することとなった。
2023年4月、WWEをUFCの親会社エンデバーに93億ドルで売却した。エンデバーとWWEの統合により誕生した持株会社TKOグループ・ホールディングスでは会長に就任したが、2024年1月26日に同職を辞任し、WWEの経営から完全に離れることとなった。

## 人物

### WWE
ビンス・マクマホンはプロレスラー並の長身と年齢不相応にビルドアップされた肉体の持ち主であり、自らが選手としてリングに上がることもある。ただし基本的にはリング上でプロレスラーを引き立てることを原則としており、真っ向勝負でレスラー相手に勝利することはまずない。
また、試合ではなくてもリング上で尻丸出しで打ち負かされる、おもちゃのピストルを向けられて失禁することもある。番組を盛り上げるために、後述するアメフトリーグ「XFL」の失敗など、あまり触れられたくない事柄も積極的に活用していた。また、団体の最高権力者としてプロレスラーや観客を見下した演説を行い、時には「Mr. McMahon's Kiss My Ass Club（日本語版の字幕では「ビンスのケツにキスする会」）」と称して、従わないレスラーに屈辱的な姿勢を強要し、観客を煽ることもある。それでも従わないレスラーには、「You're Fired!（貴様はクビだ!）」の決め台詞が待っている。
プロレスラー活動を盛んに行っている時期はヒールとして、コミッショナー活動のみの時期はベビーフェイスとして番組に登場することが多い。
彼の指揮のもとにWWEが急成長したため、MBA課程の会社分析において、有能な経営者の一例として議論の対象となることもある。
バックステージでの現場責任者として在職していた際は、実況陣やレフェリーに対してヘッドホン越しに罵声に近い口調で指示を与えていることが知られていた。2008年8月までコメンテーターを務めたミック・フォーリーはTNA移籍の際、これに嫌気がさしたとも述べている。

### その他
娘婿でレスラーのトリプルHによると、ビンスはオフィスにいるときは夜11時近くまで仕事し、それからジムでトレーニングを行ない、翌朝9時にはきちんと出勤しているほど大変活動的であると述べている。
かつては自身の名前の最後にジュニアと付いていたが、父の死と時を同じくしてこの部分を削除している。彼はこの「ジュニア」という呼称が非常に嫌いであるらしく、WWEと契約した選手のリングネームからもことごとく「ジュニア」が削除されている。古くはボブ・オートン・ジュニア（カウボーイ・ボブ・オートン）、マイク・シャープ・ジュニア（アイアン・マイク・シャープ）、ドリー・ファンク・ジュニア（ホス・ファンク）、近年ではチャボ・ゲレロ・ジュニアやレイ・ミステリオ・ジュニアがその代表例である。
WWE以外では、1992年にボディビル団体WBF、2001年にはNBCと共同でアメリカンフットボールリーグXFLを設立したが、いずれも経営不振によって一年で閉鎖された。XFLは2020年に再開されたが、COVID-19の影響によりシーズン途中で終了した。その後、マクマホンの手を離れたXFLは2023年春に再開した。
日本マットとの関係では、アントニオ猪木対モハメド・アリ戦で父親の密命を受けて目付役についていた。WWF社長就任後、父親の代から友好関係にあった新日本プロレスにIWGPリーグ戦などのウィットネスとして度々来日したが、1985年に新日本プロレスとは提携解消となる。父親の時代にはなかった巨額の契約金の要求や、それに見合う見返り（トップレスラーの派遣等）が保証されなかった事が一因といわれ、実際に巨額の契約金を支払った後も、トップレスラーたちの自団体の興行への出場を優先させ、新日本プロレスへの派遣を渋っている。

## マクマホン・ファミリー
1968年にリンダ・エドワーズと結婚。1男1女（長男シェイン、長女ステファニー）をもうける。シェインは元WWEタレントのマリッサ・マズゥーラと、ステファニーはWWE所属のレスラートリプルHと結婚した。複雑な家庭環境に育ったためか、TVショーでのパフォーマンスとビジネスに対するシビアな態度とは裏腹に、家族を非常に大切にする人柄が伝えられている。シェインに3人、ステファニーに3人、それぞれ子供が生まれている。
シェインやステファニーが入社した時、自分の息子、娘だからと言って決して特別扱いはせず、下働きから経験を積ませた逸話がある（シェインはチケットの捥ぎりスタッフ。ステファニーは受付嬢からのスタートだった）。
また、父親とは先述のとおり不仲であったとされるが、後年のインタビューでビジネス面では大変尊敬しており、認められたい一身で必死になったと述べている（1回の失敗も許さないほど厳格であったという）。第1回レッスルマニアも父（前年死去）の影がちらついていたという。
|                      |                      |                      |                      |                      |                      |  |  |                      |                      | ジェス・マクマホン         |                      |                      |                      |                    |                    |                                      |                                      |                                      |                                      |                                      |                                      |                    |                    |                                 |                                 |                                 |                                 |                                 |                                 |  |  |  |  |  |  |  |  |  |  |  |  |  |  |
|                      |                      |                      |                      |                      |                      |  |  |                      |                      |                            |                      |                      |                      |                    |                    |                                      |                                      |                                      |                                      |                                      |                                      |                    |                    |                                 |                                 |                                 |                                 |                                 |                                 |  |  |  |  |  |  |  |  |  |  |  |  |  |  |
|                      |                      |                      |                      |                      |                      |  |  |                      |                      | ビンス・マクマホン・シニア |                      |                      |                      |                    |                    |                                      |                                      |                                      |                                      |                                      |                                      |                    |                    |                                 |                                 |                                 |                                 |                                 |                                 |  |  |  |  |  |  |  |  |  |  |  |  |  |  |
|                      |                      |                      |                      |                      |                      |  |  |                      |                      |                            |                      |                      |                      |                    |                    |                                      |                                      |                                      |                                      |                                      |                                      |                    |                    |                                 |                                 |                                 |                                 |                                 |                                 |  |  |  |  |  |  |  |  |  |  |  |  |  |  |
|                      |                      |                      |                      |                      |                      |  |  |                      |                      | ビンス・マクマホン         | ビンス・マクマホン   | ビンス・マクマホン   | ビンス・マクマホン   | ビンス・マクマホン | ビンス・マクマホン |                                      |                                      | リンダ・マクマホン                   | リンダ・マクマホン                   | リンダ・マクマホン                   | リンダ・マクマホン                   | リンダ・マクマホン | リンダ・マクマホン |                                 |                                 |                                 |                                 |                                 |                                 |  |  |  |  |  |  |  |  |  |  |  |  |  |  |
|                      |                      |                      |                      |                      |                      |  |  |                      |                      | ビンス・マクマホン         | ビンス・マクマホン   | ビンス・マクマホン   | ビンス・マクマホン   | ビンス・マクマホン | ビンス・マクマホン |                                      |                                      | リンダ・マクマホン                   | リンダ・マクマホン                   | リンダ・マクマホン                   | リンダ・マクマホン                   | リンダ・マクマホン | リンダ・マクマホン |                                 |                                 |                                 |                                 |                                 |                                 |  |  |  |  |  |  |  |  |  |  |  |  |  |  |
|                      |                      |                      |                      |                      |                      |  |  |                      |                      |                            |                      |                      |                      |                    |                    |                                      |                                      |                                      |                                      |                                      |                                      |                    |                    |                                 |                                 |                                 |                                 |                                 |                                 |  |  |  |  |  |  |  |  |  |  |  |  |  |  |
|                      |                      |                      |                      |                      |                      |  |  |                      |                      |                            |                      |                      |                      |                    |                    |                                      |                                      |                                      |                                      |                                      |                                      |                    |                    |                                 |                                 |                                 |                                 |                                 |                                 |  |  |  |  |  |  |  |  |  |  |  |  |  |  |
| シェイン・マクマホン | シェイン・マクマホン | シェイン・マクマホン | シェイン・マクマホン | シェイン・マクマホン | シェイン・マクマホン |  |  | マリッサ・マズゥーラ | マリッサ・マズゥーラ | マリッサ・マズゥーラ       | マリッサ・マズゥーラ | マリッサ・マズゥーラ | マリッサ・マズゥーラ |                    |                    | ステファニー・マクマホン＝レヴェック | ステファニー・マクマホン＝レヴェック | ステファニー・マクマホン＝レヴェック | ステファニー・マクマホン＝レヴェック | ステファニー・マクマホン＝レヴェック | ステファニー・マクマホン＝レヴェック |                    |                    | ポール・レヴェック（トリプルH） | ポール・レヴェック（トリプルH） | ポール・レヴェック（トリプルH） | ポール・レヴェック（トリプルH） | ポール・レヴェック（トリプルH） | ポール・レヴェック（トリプルH） |  |  |  |  |  |  |  |  |  |  |  |  |  |  |
| シェイン・マクマホン | シェイン・マクマホン | シェイン・マクマホン | シェイン・マクマホン | シェイン・マクマホン | シェイン・マクマホン |  |  | マリッサ・マズゥーラ | マリッサ・マズゥーラ | マリッサ・マズゥーラ       | マリッサ・マズゥーラ | マリッサ・マズゥーラ | マリッサ・マズゥーラ |                    |                    | ステファニー・マクマホン＝レヴェック | ステファニー・マクマホン＝レヴェック | ステファニー・マクマホン＝レヴェック | ステファニー・マクマホン＝レヴェック | ステファニー・マクマホン＝レヴェック | ステファニー・マクマホン＝レヴェック |                    |                    | ポール・レヴェック（トリプルH） | ポール・レヴェック（トリプルH） | ポール・レヴェック（トリプルH） | ポール・レヴェック（トリプルH） | ポール・レヴェック（トリプルH） | ポール・レヴェック（トリプルH） |  |  |  |  |  |  |  |  |  |  |  |  |  |  |

## 得意技
マクスタナー
宿敵：ストーン・コールド・スティーブ・オースチンの得意技であるスタナーと同型の技。
コーポレーションペディグリー
自身の婿養子であるトリプルHの得意技ペディグリーと同型の技。
4の字固め
コーポレーションエルボードロップ
コーポレーションレッグドロップ
マンハッタンドロップ
ラリアット

## 獲得タイトル
- WWF王座（世界ヘビー級）：1回
- ECW王座（世界ヘビー級）：1回
- 1999年ロイヤルランブル優勝
- ハリウッド・ウォーク・オブ・フェーム

## 入場テーマ
- No Chance in Hell

## 決め台詞
- You're Fired!（貴様はクビだ！）